# Lobelia foliiformis
Lobelia foliiformis är en klockväxtart som beskrevs av T.J.Zhang och Hong De-Yuan. Lobelia foliiformis ingår i släktet lobelior, och familjen klockväxter. Inga underarter finns listade i Catalogue of Life.